# Mewy (fragmenty życiorysu)
Mewy (fragmenty życiorysu) – polski dramat obyczajowy z 1986 roku w reż. Jerzego Passendorfera, na motywach powieści Stanisława Goszczurnego pod tym samym tytułem.

## Opis fabuły
PRL, Gdańsk połowy lat 80. XX wieku. Młoda dziewczyna imieniem Zośka po ucieczce z domu mieszka wraz z koleżanką i utrzymuje się dzięki swojemu partnerowi Kostkowi. Kostek to cinkciarz, alfons i drobny złodziejaszek – wykorzystuje m.in. swoje „dziewczyny”, a wkrótce i samą Zośkę do napadów na klientów klubu nocnego. Pewnego dnia Kostek zostaje aresztowany przez milicję podczas próby zakupu narkotyków – grozi mu wieloletni wyrok. Zośka, pozbawiona środków do życia, zaczyna zajmować się prostytucją. Ponieważ robi to na własną rękę, a jej uroda zapewnia jej powodzenie pośród klientów, naraża się alfonsom i starym prostytutkom. Jedna z nich nasyła na nią swoich „opiekunów”. Uciekając przed napastnikami, Zośka kryje się w bramie jednego z domów, gdzie przez przypadek napotyka marynarza Stefana – jedną z ofiar napadu, którego onegdaj wywabiła z lokalu. Stefan niczego się nie domyśla i jest zafascynowany Zośką – cieszy się, że spotkał atrakcyjną dziewczynę poznaną swego czasu w nocnym klubie. Pomiędzy dwojgiem młodych ludzi szybko wybucha namiętne uczucie, które jest na tyle silne, że Zośka postanawia porzucić dotychczasowe środowisko i „zawód”, a Stefan – pływanie. Stefan dowiaduje się w końcu prawdy o przeszłości Zośki, jednak nie ma to dla niego znaczenia. Obydwoje młodzi rozpoczynają wspólne życie – Stefan pracuje jako pilot portowy, a Zośka jako pielęgniarka. Nie jest ono jednak łatwe, głównie z powodu zazdrości Stefana i jego obaw, że Zośka powróci do zawodu. Gdy pewnego wieczora spotyka ją przez przypadek w klubie nocnym, w którym Zośka bywała jako „mewka”, jego podejrzenia przybierają na sile. Kiedy pewnego razu Zośka – przemęczona pracą, nauką do egzaminów, a także rozwijającą się ciążą – słabnie w szpitalu i nie wraca na noc do domu, Stefan odchodzi.

## Obsada aktorska
- Urszula Kowalska – Zośka
- Robert Inglot – Stefan
- Andrzej Krucz – Kostek
- Lidia Korsakówna – „Ciotka”
- Stanisław Michalski – marynarz Michalski, kolega Stefana
- Feliks Szajnert – „Gruby”
- Jerzy Molga – kapitan, szef Stefana
- Krystyna Łubieńska – prostytutka Wanda
- Elżbieta Panas – prostytutka Celina
- Aleksandra Ziubrak – prostytutka „Kruszyna”
- Bożena Baranowska – pielęgniarka, koleżanka Zosi
- Grażyna Krukówna – dzika lokatorka w mieszkaniu Kostka
- Zdzisław Kuźniar – dziki lokator w mieszkaniu Kostka
- Eugeniusz Kujawski – lekarz
- Eliasz Kuziemski – Malinowski, właściciel pokoju wynajmowanego przez Stefana
- Ludmiła Kuziemska-Dąbrowska – Malinowska
- Sława Kwaśniewska – matka Zosi
- Ferdynand Matysik – milicjant
- Kazimierz Ostrowicz – sąsiad „Ciotki”

i inni.